# El mejor
El mejor —cuyo título original es The Natural— es una película estadounidense de 1984, dirigida por Barry Levinson y basada en la novela homónima de Bernard Malamud, también estadounidense. El filme contó con las actuaciones de Robert Redford, DaniMen, Robert Duvall, Kim Basinger y Glenn Close. Al igual que el libro, la cinta se centra en la vida de Roy Hobbs, un beisbolista con talento innato para este deporte.

## Sinopsis
Roy Hobbs (Robert Redford) es un jugador de béisbol con un pasado desconocido, quien posee una increíble habilidad muy singular con la que lleva a su equipo, The New York Knights, a conquistar las Grandes Ligas en 1939. Cuando crecía en una granja de Nebraska en la década de 1910, Roy Hobbs aprende a jugar béisbol con su padre, con quien juega a la pelota regularmente en el campo. Una tarde, su padre se derrumba debajo de un poderoso roble frente a su casa y muere de un ataque al corazón. Poco después, un rayo cae sobre el roble durante una tormenta eléctrica y divide el tronco por la mitad. Hobbs toma un pedazo del árbol y lo talla en un bate de béisbol, usando un kit de leña para escribir el nombre de "Wonderboy" en el barril.
Varios años después, en 1923, Hobbs comparte con su novia Iris (Glenn Close) que tiene la oportunidad de probar como jugador novato para los Cachorros de Chicago. Sube a un tren en el camino a las pruebas y se encuentra con un legendario jugador de pelota apodado "Whammer" (Baker), considerado en ese momento como el mejor bateador de las grandes ligas, así como el periodista deportivo Max Mercy (Duvall) que está escribiendo un reportaje sobre su carrera. En una escala a lo largo del viaje en tren, los pasajeros visitan un carnaval donde Hobbs gana fácilmente en un juego que le obliga a tirar una pila de botellas con una pelota de béisbol. Mientras él y su representante caminan por el carnaval, Whammer y Mercy se burlan de ellos. El representante de Hobbs le apuesta a Mercy que su muchacho Hobbs podría eliminar a Whammer en tres lanzamientos, lo que Mercy acepta. Hobbs logra eliminar a Whammer en tres lanzamientos, para sorpresa de Mercy y los espectadores del carnaval La hazaña llama la atención de Harriet Bird (Hershey), una misteriosa mujer que previamente había estado adulando a Whammer y es una asesina que en su locura se considera una viuda negra.
Hobbs y Bird abordan el tren por separado, pero luego ella se acerca a él y hablan porque considera que Hobbs sería el mejor jugador de la historia. En Chicago, cada uno tiene una habitación en el hotel y ella lo invita a su habitación. Cuando Hobbs llega, Bird lleva un traje negro, incluido un velo de viuda negra. Ella se pregunta si Hobbs será el "mejor que haya existido" como él desea ser. Hobbs confirma con confianza que lo será, entonces ella se convence de que él será el mejor jugador de la historia, entonces Bird saca una pequeña pistola de su bolso y dispara a Hobbs en el abdomen. Más tarde se descubrió que Bird había disparado previamente a otros atletas de primer nivel, como un jugador olímpico y una estrella de fútbol.
Dieciséis años más tarde, en 1939, Hobbs está firmado por un cazatalentos de los New York Knights, un club de pelota en problemas que ocupa el último lugar. El equipo está dirigido por Pop Fisher (Brimley), a quien inicialmente no le gusta que Hobbs se haya unido al equipo, creyendo que sería más un obstáculo a una ayuda y no entiende su contrato. Después de varios juegos de sentarse en el banco y perder varios partidos, Pop desafía a Hobbs a estar en la práctica al día siguiente, aunque Hobbs le recuerda al entrenador Pop Fisher que siempre está allí, sorprende a todo el equipo en el entrenamiento con tiros ganadores. El siguiente juego, Pop Fisher cambia el jardinero estrella Bump Bailey (Madsen) después de una jugada imprudente. Pop Fisher selecciona a Hobbs, quien batea y rompe la pelota de béisbol, todos están asombrados por no saber de dónde ha salido este misterioso jugador. Poco después y con algunos partidos en donde el equipo mejora su posición, y reconocen su bate de béisbol fabricado de un árbol, como algo mágico para el éxito de su juego. Bailey muere trágicamente cuando se estrella a través de una pared del jardín tratando de hacer una jugada con mucha presión sobre su carrera, lo que hace que Hobbs se convierta en el jardinero titular. Hobbs termina convirtiéndose en una sensación y comienza a cambiar la suerte de los Caballeros. Mercy considera que Hobbs es un personaje familiar, pero no puede reconocerlo como el lanzador que venció al otro jugador Whammer 16 años antes.
Una noche, Hobbs cena después de un juego con el entrenador de banca del equipo, Red Blow (Farnsworth), donde Red explica la situación de propiedad de los Caballeros. Él le dice a Hobbs que si el entrenador Pop Fisher pierde el banderín este año, entonces su participación en la propiedad del equipo se revertirá al propietario mayoritario del equipo, The Judge (Prosky) y Pop Fisher estará fuera del juego para siempre. Se le pide a Hobbs que se reúna con el juez, quien permanece en una oficina oscura en una suite sobre las graderías del campo de juego en el estadio de béisbol sede de los Caballeros. El juez respalda el éxito de Hobbs hasta el momento, pero le ofrece un soborno de US$ 5,000 para evitar ganar la temporada, lo que él rechaza por su integridad como jugador de béisbol y para no perjudicar al entrenador Pop Fisher. En una cena formal, Mercy presenta a Hobbs a Gus Sands (McGavin), un corredor de apuestas amigo del juez, Hobbs descubre que disfruta haciendo grandes apuestas contra él. También conoce a Memo Paris (Basinger), que resulta ser la sobrina de Pop Fisher. Los dos comienzan a pasar más tiempo juntos con un creciente interés romántico, y el juego de Hobbs al mismo tiempo comienza a desplomarse, por la mala suerte que ella extiende y las oscuras prácticas de Gus. Una noche, mientras Pop Fisher espera en el vestíbulo de un hotel, ve a Hobbs entrar con Memo. En privado advierte a Hobbs sobre Memo, pero él lo ignora por considerar algo de su vida privada. Hobbs continúa cayendo en su juego durante la temporada, hasta que un día en un juego contra los Cachorros, Hobbs sale de su depresión cuando una mujer de blanco se para en los asientos y lo respalda, él siente su presencia en medio del juego y la ve pero no la puede reconocer por el sol brillando detrás de ella, captando la atención de Hobbs. Inmediatamente procede a batear un jonrón al jardín central profundo, rompiendo el reloj en el marcador en Wrigley Field. Después de golpear el cuadrangular, corre hacia la banca del estadio para tratar de ver a la misteriosa mujer nuevamente, que parece anular la influencia negativa de Memo en su vida, pero la abundante fotografía con flash de los periodistas deportivos lo ciega. Sin embargo, se da cuenta de que es su amor pasado, Iris. Los dos más tarde se encuentran en un restaurante donde se ponen al día, con Hobbs contándole cómo le habían disparado varios años antes y como resultado se había perdido. Iris comparte con Hobbs que ahora tiene un hijo, pero le miente al decir que su padre vive en Nueva York.
El encuentro con su amor pasado, da vida al juego de Hobbs nuevamente, restaurando su golpe de élite y le da suerte, el impulso hace que los Caballeros suban al primer lugar. Un día, cuando el equipo sale del campo después de la práctica, algunos de sus compañeros de equipo le piden que haga un lanzamiento porque quieren batear algunos más en el entrenamiento. Hobbs lo hace y lanza un tiro perfecto tan fuerte que la pelota se clava en la red detrás del plato, para el asombro de sus compañeros de equipo. Mercy, después de evaluar su práctica, inmediatamente recuerda quién es Hobbs después de verlo lanzar. Una noche en una fiesta de equipo organizada por Memo, ella mete un veneno en el pastel que le da de comer a Hobbs, y él se derrumba poco después. Se despierta en la sala de maternidad de un hospital, intoxicado y se le muestra una bala de plata que había estado alojada en su estómago durante años. Se entera de que los Caballeros han perdido tres juegos seguidos, esto pone en riesgo el campeonato y establece un desempate de un juego contra los Piratas de Pittsburgh. Junto a su cama, Memo anima a Hobbs para aceptar el soborno, que ha sido cuadruplicado por el juez. Hobbs se niega, y el juez le informa debe reconsiderarlo porque el juez también está sobornando a alguien más en el equipo. Iris visita a Hobbs más tarde, le confiesa sentir que no ha estado a la altura de su potencial, aunque ella insiste en que él es un gran jugador. Hobbs regresa a la casa club donde se prepara para el juego y Pop le dice a Hobbs es el mejor bateador que haya visto. En medio del juego final, Hobbs descubre al jugador sobornado como el lanzador Al Fowler (Grassano). Hobbs pide tiempo y entra desde el jardín derecho para pedirle a Fowler no dañe el juego. Fowler responde inteligentemente y comenzará a lanzar bien cuando Hobbs comience a batear bien. Fowler se decide a lanzar de manera más competitiva y los Caballeros logran permanecer en el juego y la competencia.
Mientras mira el juego desde las gradas con su hijo, Iris le ruega a un acomodador del estadio entregue una nota escrita a Hobbs en el banquillo, le dice traer a su propio hijo para verlo jugar, le revela a su hijo. En la novena entrada, los Caballeros siguen a los Piratas cuando este último trae un lanzador joven y duro, recuerda a Hobbs cuando era más joven. Rayos de una tormenta aparecen en la distancia durante la noche del juego. Pero el lanzador como el receptor ven a Hobbs afectado por su herida y tiran adentro para intentar dañarlo. Hobbs se conecta en un campo interior y corre fuera de la línea de campo derecha; el balón fue golpeado con tanta fuerza y divide a su bate de la suerte Wonderboy por la mitad. Hobbs le encarga al chico asistente Bobby elija un buen bate de reemplazo para él, y él regresa con su propio bate, el "Savoy Special", Hobbs le ayudó a hacer como un bate hermano para Wonderboy. Hobbs entra en la caja del bateador, hasta su último golpe posible antes de ser eliminado, sangrando a través de su camiseta donde está la herida... y golpea la pelota casi fuera del estadio, golpea las luces del estadio y envía una ráfaga de chispas al campo, mientras rodea corriendo por la cancha de juego y bases, golpeando un jonrón para ganar el juego y el banderín de la Liga Nacional. Los Caballeros avanzan a la Serie Mundial, la victoria asegura la participación de Pop Fisher en el equipo y su lugar en él, la pelota sube y no se detiene. Más tarde, Hobbs juega con su hijo en el mismo campo que tuvo con su padre muchos años antes, mientras su amor pasado, Iris, los observa en el atardecer.

## Reparto
| Actor              | Personaje    |
| ------------------ | ------------ |
| Robert Redford     | Roy Hobbs    |
| Robert Duvall      | Max Mercy    |
| Glenn Close        | Iris Gaines  |
| Kim Basinger       | Memo Paris   |
| Wilford Brimley    | Pop Fisher   |
| Barbara Hershey    | Harriet Bird |
| Robert Prosky      | El juez      |
| Richard Farnsworth | Red Blow     |
| Joe Don Baker      | El Martillo  |
| Michael Madsen     | Bump Baily   |

## Premios
Premios Óscar 1984
| Categoría                 | Receptor                                      | Resultado |
| ------------------------- | --------------------------------------------- | --------- |
| Mejor actriz secundaria   | Glenn Close                                   | Nominada  |
| Mejor fotografía          | Caleb Deschanel                               | Nominado  |
| Mejor dirección artística | Mel Bourne, Angelo P. Graham, Bruce Weintraub | Nominados |
| Mejor banda sonora        | Randy Newman                                  | Nominado  |

Premios Globo de Oro 1984:
| Categoría               | Receptor     | Resultado |
| ----------------------- | ------------ | --------- |
| Mejor actriz secundaria | Kim Basinger | Nominada  |